# Cryptocarya oblata
Cryptocarya oblata är en lagerväxtart som beskrevs av Frederick Manson Bailey. Cryptocarya oblata ingår i släktet Cryptocarya och familjen lagerväxter. Inga underarter finns listade i Catalogue of Life.